# Stadiasmus Patarensis
Der Stadiasmus Patarensis, auch Stadiasmus Provinciae Lyciae oder Miliarium Lyciae, ist ein 1993 gefundenes römisches Itinerarium-Monument aus der Stadt Patara in Lykien.
Der Stadiasmus (von altgriechisch σταδιασμός; „Stadien-Messer“; als Längenmaß bezeichnete das Stadion eine Strecke von ca. 180 bis 200 Metern) hatte die Gestalt eines Pfeilers und diente als monumentales Itinerarium. Er ist mit einer griechischen Inschrift versehen, die eine Widmung an Claudius und eine offizielle Auflistung der Straßen enthält, die von dem Legaten Quintus Veranius in der Provinz Lycia gebaut worden waren. 